# Bad Dürrheim
Bad Dürrheim là một thị trấn thuộc quận Schwarzwald-Baar,thuộc bang Baden-Württemberg,Đức.